# Kiriłł Ławrow
Kiriłł Jurjewicz Ławrow, rus. Кирилл Юрьевич Лавров (ur. 15 września 1925 w Leningradzie, zm. 27 kwietnia 2007 w Petersburgu) – radziecki i rosyjski aktor teatralny i filmowy, reżyser.

## Życiorys
Występował w teatrach: od 1950 w Kijowie (akademicki teatr dramatu rosyjskiego im. Łesii Ukrainki), od 1955 w Leningradzie (teatr im. M. Gorkiego; od 1990 był jego dyrektorem artystycznym).
W 2000 otrzymał Nagrodę Specjalną od Prezydenta Rosji za znaczący wkład w rozwój kina rosyjskiego (2000).
Międzynarodową sławę przyniósł mu, nakręcony w 1969 i nominowany rok później do Oscara w kategorii na najlepszy film nieanglojęzyczny, film Bracia Karamazow, którego był współreżyserem (wraz z Iwanem Pyrjewem i Michaiłem Uljanowem) i w którym zagrał rolę Iwana.

## Wybrana filmografia

### Obsada aktorska
- Miesiąc miodowy (1956)
- W dni października (1958)
- Żywi i martwi (1964) – Iwan Siznow
- Długie szczęśliwe życie (1966)
- Odwet (1967)
- 1968: Bracia Karamazow jako Iwan Karamazow
- Czajkowski (1969)
- Bracia Karamazow (1969) – Iwan
- Ujarzmienie ognia (1972)
- Sprzężenie zwrotne (1977)
- Dramat na polowaniu (1978) – hrabia Karniejew
- Szklanka wody (1979)
- Magistrala (1983)
- Czerwona strzała (1986)
- Czuły wiek (2000)
- Mistrz i Małgorzata (2005) – Poncjusz Piłat
- Leningrad (2009)

### Reżyseria
- Bracia Karamazow (1969)

## Odznaczenia i nagrody
- Złoty Medal „Sierp i Młot” Bohatera Pracy Socjalistycznej (13 września 1985)
- Order „Za zasługi dla Ojczyzny” II klasy (2005, Rosja)
- Order „Za zasługi dla Ojczyzny” III klasy (2000, Rosja)
- Order „Za zasługi dla Ojczyzny” IV klasy (1995, Rosja)
- Order Lenina (1985, ZSRR)
- Order Rewolucji Październikowej (1971, ZSRR)
- Order Czerwonego Sztandaru Pracy (1975, ZSRR)
- Order „Znak Honoru” (1967, ZSRR)
- Ludowy Artysta ZSRR (1972, ZSRR)
- Ludowy Artysta RFSRR (1974, ZSRR)
- Narodowy Artysta Ukrainy (2003, Ukraina)
- Nagroda Prezydenta Rosji – dwukrotnie (1997, 2000)
- Nagroda Leninowska (1982, ZSRR)
- Nagroda Państwowa ZSRR (1978, ZSRR)
- Nagroda Państwowa RFSRR (1974, ZSRR)